# Au bain
Pour l’article ayant un titre homophone, voir Aubain.
Au bain (en russe : russe : В бане ; V bane) est une nouvelle d’Anton Tchekhov, parue en 1885.

## Historique
Au bain est initialement publié dans la revue russe Les Éclats, no 10, du 9 mars 1885, sous le pseudonyme A.Tchékhonté.

## Résumé
Première partie
Mikaïlo le barbier pose des ventouses dans les bains publics. Il a des idées sur beaucoup de choses et spécialement sur les filles à marier qui ont des idées. Il ne les apprécie guère. Il est pris à partie par un inconnu dans le bain de vapeur. Le ton monte jusqu’au moment où il s’aperçoit qu’il parle à un diacre. Il s’excuse rapidement.
Deuxième partie
Nicodim Ptychkine et Makar Piochkine discutent au bain : pourquoi la fille de Makar n’est-elle pas encore mariée malgré sa beauté ? Makar se plaint du manque de sérieux des prétendants, des coureurs de dots. Celui-là voulait une nouvelle femme pour garder ses enfants, tel autre renonce trois jours avant la noce, un troisième s’enfuit le jour du mariage et le dernier qui voulait huit mille cinq cents roubles de dot, alors que lui ne voulait pas lâcher plus que huit mille deux cents.

## Édition française
- Au bain, traduit par Édouard Parayre, in Œuvres I, Paris, Éditions Gallimard, coll. « Bibliothèque de la Pléiade » no 197, 1968  (ISBN 978-2-07-0105-49-6).